# انقلاب 7 نوفمبر 1987
انقلاب 7 نوفمبر 1987 ، هي الحركة التي تولى على إثرها الرئيس زين العابدين بن علي سدة الحكم في تونس بعد إزاحته للرئيس الحبيب بورقيبة. استندت الحركة إلى الفصل 57 من الدستور الذي ينص على أن يتولى الوزير الأول رئاسة الجمهورية في حالة عجز أو وفاة رئيس الجمهورية. اعتمد بن علي على تقرير طبي أصدرته مجموعة من الأساتذة الأطباء، فجر يوم 7 نوفمبر، عن عجز الرئيس بورقيبة (البالغ من العمر حوالي 87 عاما) عن القيام بالمهام المنوطة بعهدته. شارك في الحركة عدة سياسيين من أبرزهم المدير السابق للحزب الاشتراكي الدستوري (الحزب الحاكم) الهادي البكوش، وزير الإعلام عبد الوهاب عبد الله، ووزير الدفاع صلاح الدين بالي، في حين اعتمد أساسا على الحرس الوطني بقيادة الحبيب عمار لتأمينها. وضع بورقيبة رهن الإقامة الإجبارية في ضيعته في مرناق  كما وقع التحفظ في اليوم نفسه على عدة شخصيات موالية له من أبرزها الوزيران محمد الصياح ومنصور الصخيري، مرافقه محمود بلحسين، ومحجوب بن علي أحد المديرين السابقين للحزب الحاكم. رحبت أغلب القوى السياسية بالحركة خصوصا أن بيان الحركة تحدث عن جدارة الشعب «بحياة سياسية متطورة ومنظمة تعتمد بحق تعددية الأحزاب السياسية والتنظيمات الشعبية». في السنوات التالية أصبح الحركة وبيانها مرجعا هاما في أدبيات الحزب الحاكم والإعلام الرسمي ويشار إليها عادة ب«التغيير» أو «التحول المبارك». سمي بتاريخ الحركة، الذي أصبح يوم عطلة في البلاد، عدة أماكن ومنشآت رياضية من أهمها شارع وساحة 7 نوفمبر في العاصمة، جامعة 7 نوفمبر بقرطاج، ملعب 7 نوفمبر برادس.وقد حذفت هذه التسميات بعد الثورة التونسية.

## وصلات خارجية
موقع الاحتفال بعشرينية الحركة